# Sint-Jacobikerk (Rostock)
De Jacobikerk (Duits: Jakobikirche) was een van de vier grote stadskerken in de hanzestad Rostock. De kerk stond tussen de Apostelstraße en de Pädagogienstraße en was de jongste van de vier middeleeuwse kerkgebouwen. Het kerkgebouw werd in de Tweede Wereldoorlog zwaar beschadigd. De resten van de kerk werden in de jaren 1957-1960 gesloopt, respectievelijk opgeblazen.

## Geschiedenis
De historische binnenstad van Rostock liet zich oorspronkelijk in drie stadsdelen verdelen. Elk stadsdeel had een eigen marktplaats en ten minste één parochiekerk. De Jacobikerk was de parochiekerk van het westelijke stadsdeel Neustadt. Aangenomen wordt dat omstreeks het jaar 1300 met de bouw werd begonnen. Na een relatief lange bouwperiode, werd de kerk pas in de tweede helft van de 14e eeuw voltooid. Het werd een rijke kerk. Tot de inventaris behoorden wel 30 altaren, slechts negen minder dan de rijkere parochie van de Mariakerk.
Het drieschepige gebouw van zes traveeën had kruisribgewelven, maar geen transept. In de laatgotische periode werden op de zuidzijde kapellen toegevoegd. De Jakobikerk werd van 1487 tot 1571 zelfs een collegiale stiftskerk.

## Verwoesting
Bij de Britse bombardementen op 26 april 1942 werden grote delen van de Jacobikerk verwoest. Het torenmassief brandde volledig uit. Van de inrichting gingen o.a. de renaissancekansel uit 1582, het crucifix uit de 15e eeuw, de epitafen uit de 16e eeuw en talrijke schilderijen voor immer verloren. De dakconstructie werd vernietigd, maar de gewelven hielden het daarentegen. In 1943 werd de ruïne zekergesteld en van een nooddak voorzien.
In mei 1947 blies de Sovjet-bezettingsmacht in de buurt van de kerk een bunker op. Dit gebeurde zo roekeloos, dat het kerkschip met pijlers en gewelven inzakten. Ook de zuidelijke kapellen en grote delen van de muren van de zijschepen hielden het niet meer. De forse toren, resten van het koor en delen van de zijmuren bleven nog een lange tijd staan. De socialistische overheid toonde echter geen belangstelling voor een wederopbouw. Een ruïne paste bovendien ook niet in de plannen voor een nieuw stadscentrum. En dus werden de resten van de Jacobikerk in diverse fases alsnog afgebroken: in 1957 de resten van de zijschepen, in 1959 volgde het koor en in 1960 ten slotte de torenschacht. Het voormalige kerkplein werd daarna omgedoopt tot Klaus Störtebeker-Platz
Aan het machtige bouwwerk herinnert op de plaats van het kerkgebouw tegenwoordig nog een herdenkingsplek.

## Afbeeldingen

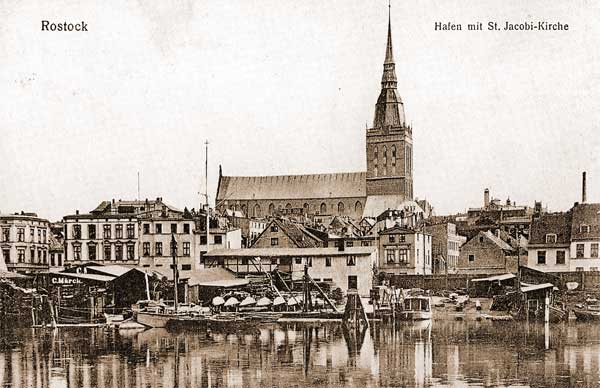
De Jacobikerk vanaf de haven (circa 1900)
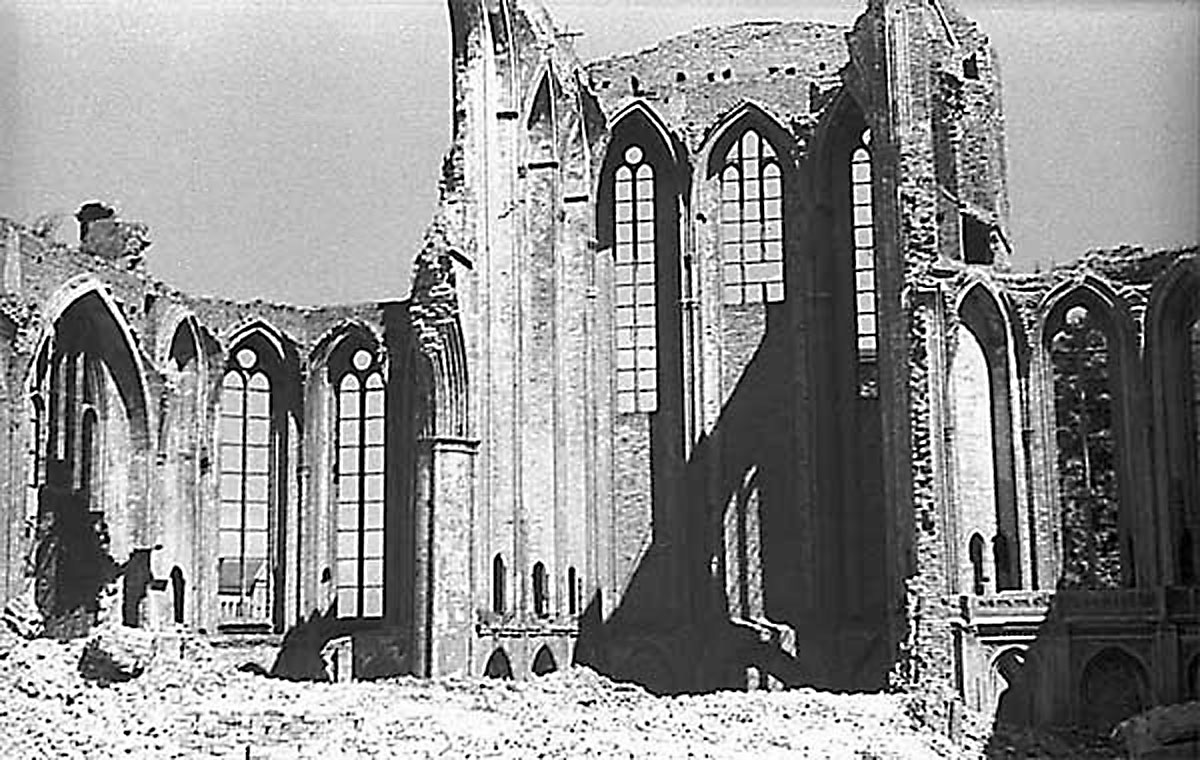
Ruïne in 1949
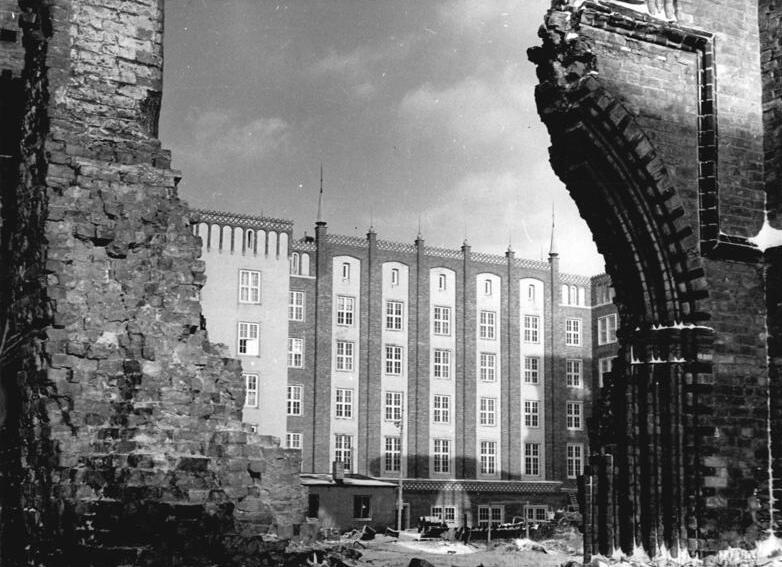
Delen van de ruïne (1955)